# Tybjerglille Bakker
Tybjerglille Bakker is een plaats in de Deense regio Seeland, gemeente Næstved. De plaats telt 371 inwoners (2008).